# Alexandra mecklenburgi nagyhercegné
Alexandra mecklenburgi nagyhercegné, született Alexandra hannoveri hercegnő (németül: Prinzessin Alexandra von Hannover und Cumberland, Großherzogin von Mecklenburg, teljes nevén Alexandra Louise Marie Olga Elisabeth Therese Vera, vagyis Alexandra Lujza Mária Olga Erzsébet Teréza Vera; Gmunden, 1882. szeptember 29. – Glücksburg, 1963. augusztus 30.) hannoveri és cumberlandi, brit és braunschweig–lüneburgi hercegnő, házassága révén mecklenburg–schwerini hercegné és Mecklenburg nagyhercegnéje.

## Élete
Alexandra hannoveri és cumberlandi hercegnő 1882. szeptember 29-én látott napvilágot a gmundeni kastélyban II. Ernő Ágost címzetes hannoveri király (1845–1923) és Tíra dán királyi hercegnő (1853–1933) harmadik gyermekeként, egyben második leányaként. Édesapja csupán címzetes hannoveri királyi címet viselt, miután a királyságot megszállták a poroszok a porosz–osztrák–olasz háború alatt. Édesanyja eredetileg schleswig–holsteini hercegnőként született, csak édesapja koronázása után emelkedett dán királyleányi méltóságra. A família ausztriai száműzetésben élt, mert a családfő nem volt hajlandó lemondani hannoveri trónigényéről, s emiatt a poroszok nem engedték vissza őket az országba.
Alexandra hercegnő és öt testvére boldog, felhőtlen körülmények között nőttek fel. Édesanyjuk odaadó anyának bizonyult, aki azonban nővéreivel ellentétben nem akarta örökre magához láncolni gyermekeit. A gondtalan élet biztosítéka a hannoveri uralkodócsalád hatalmas vagyona volt, amit sikeresen kimentettek a poroszok elől. A kellően gazdag hozomány mellett a három hannoveri hercegnő házassági kilátásait az is előmozdította, hogy híresek voltak legendás szépségükről. A fiatal Alexandra hercegnő kezét legelőször a német császár legidősebb fia szerette volna elnyerni. A trónörökös feltehetően szülői nyomásra érdeklődött a hercegnő iránt, hiszen házasságuk megoldhatta volna a régóta tartó porosz–hannoveri ellentétet. Alexandra hercegnő és szülei viszont mereven elzárkóztak a porosz trónörökös ajánlata elől, aki így végül Cecília mecklenburg–schwerini hercegnőt vette feleségül.
A család elvárásainak megfelelően Alexandra hercegnő előkelő és gazdag férjet talált IV. Frigyes Ferenc mecklenburg–schwerini nagyherceg személyében, akit egy családi összejövetel alkalmával ismert meg. Kettejük kapcsolatáról úgy vélekedtek, miszerint „a hercegnők számára kevés remény van boldogságra, de Alexandra a vőlegény és a menyasszony közötti kölcsönös hajlandóság előnyével néz a házasélet elé.” A pár 1904. június 7-én kelt egybe a gmundeni kastélyban, esküvőjükön a kor számos előkelősége részt vett. A házaspár később a mecklenburgi állam székhelyén, a legendás schwerini kastélyban telepedett le; Alexandra mecklenburgi nagyhercegnéként eleget tett reprezentatív fellépéseinek és a jótékonysági tevékenységét illető elvárásoknak. IV. Frigyes Ferenc nagyherceg és Alexandra hercegnő kapcsolatából öt gyermek született:
- Frigyes Ferenc (1910–2001), később Mecklenburg címzetes nagyhercege, felesége Karin Elisabeth von Schaper
- Keresztély Lajos (1912–1996), felesége Barbara porosz hercegnő
- Olga (1916–1917), kisgyermekként elhalálozott
- Tíra Anasztázia (1919–1981), gyermektelenül halt meg
- Anasztázia Alexandrina (1923–1979), férje Frigyes Ferdinánd schleswig–holstein–sondeburg–glücksburgi herceg.

Alexandra mecklenburgi nagyhercegné viszonylag kevés időt szentelt gyermekeinek; ismert volt elsősorban unokáival szemben megnyilvánuló vasszigoráról. Legidősebb leánya alig egyévesen meghalt, míg második leánya pártában maradt és gyermektelenül hunyt el. Legidősebb fiának szintén nem születtek utódjai, míg második fia házasságából csak egy leánygyermek származott. Ily módon a hercegnő elsőszülött gyermekének halálával megszűnt a mecklenburgi uralkodócsalád schwerini ágának vérvonala.
Az első világháború végén lezajlott németországi forradalmak alatt kikiáltották a köztársaságot, Alexandra nagyhercegné és férje elvesztették uralkodói címeiket. A család ugyanakkor továbbra is fenntartotta trónigényét; hírneve és addigi életszínvonala pedig megmaradt, mivel a családi vagyon csak elenyésző része került állami kézbe. A címzetes nagyhercegi család a háború utáni két évben a dán királyné meghívására a Sorgenfri palotában élt, majd hazájukba való visszatelepülésük után a gelbensandéi vadászkastélyban. Innét költöztek át a sokkal impozánsabb és fényűzőbb Ludwisglustba, ahol is egészen a második világháborúig laktak. A világháború végén az előrenyomuló szovjet erők elől a dán–német határon fekvő Flensburg városába menekültek. Itt hunyt el IV. Frigyes Ferenc nagyherceg, özvegyen hagyva feleségét. Alexandra nagyhercegnét több csapás is érte, először a családi vagyont és birtokokat államosították, majd második fiát hurcolták el szovjet munkatáborba. Az özvegy nagyhercegné legkisebb leányánál keresett menedéket, aki a glücksburgi kastélyban élt férjével és gyermekeivel. Később szintén itt élt velük a nagyhercegné második fia szabadulása után.
Alexandra hannoveri és cumberlandi hercegnő és mecklenburgi nagyhercegné a glücksburgi kastélyban hunyt el 1963. augusztus 30-án, nyolcvanéves korában.